# Ernst Mohr (Wirtschaftswissenschaftler)

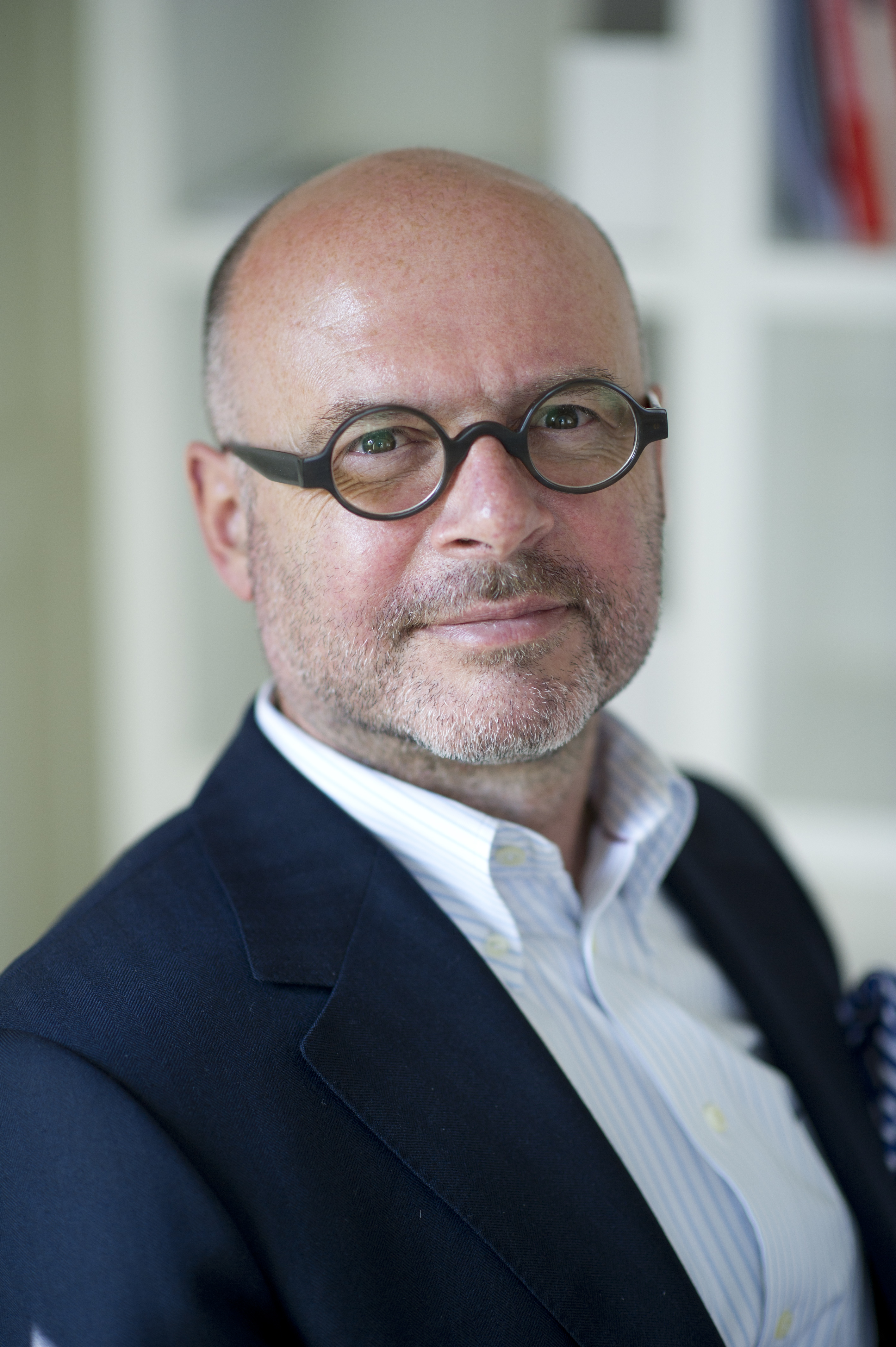
Ernst Mohr (2011)

Ernst-Ulrich Josef Mohr (* 29. August 1955 in Konstanz) ist ein deutscher Wirtschaftswissenschaftler.

## Leben
Ernst Mohr studierte Volkswirtschaftslehre an der Universität Konstanz (Diplomabschluss 1981) und promovierte 1985 an der London School of Economics (Ph.D.) mit der Arbeit Common Access and Strategic Considerations in Natural Resource Exploration. Von 1986 bis 1989 war er am Lehrstuhl für internationale Wirtschaftsbeziehungen an der Universität Konstanz tätig, von 1990 bis 1994 leitete er die Forschungsabteilung „Ressourcenökonomie“ am Institut für Weltwirtschaft in Kiel. 1991 habilitierte er sich an der Universität Konstanz für Volkswirtschaftslehre. 1995 wurde er an die Universität St. Gallen als Ordinarius für Volkswirtschaftslehre mit besonderer Berücksichtigung des Zusammenhangs von Wirtschaft und Ökologie berufen. Von 2005 bis 2011 leitete Ernst Mohr als Rektor die Universität St. Gallen, nachdem er von 1999 bis 2005 als Prorektor bereits Mitglied des Rektorats gewesen war. Sein aktuelles Forschungsinteresse gilt der Kulturökonomie, insbesondere in Zusammenhang mit der Konsumästhetik und -ökonomie. 

## Forschungsschwerpunkte
Mohr widmete seine wissenschaftliche Tätigkeit verschiedenen Themen: Knappheit natürlicher Ressourcen (1980er Jahre), internationale Verschuldung souveräner Staaten (1980er/1990er), internationale Umweltschutzkooperation (bis Ende 1990er Jahre) und der Kulturökonomie des Konsumierens (ab 2011).

## Schriften (Auswahl)
- Tod und Tabu in der Pandemie. Kulturökonomische Lehren aus der Covid-19-Politik. transcript, Bielefeld 2023, ISBN 978-3-8376-6773-8, Open Access
- The Production of Consumer Society. Cultural-Economic Principles of Distinction. transcript, Bielefeld, 2021, ISBN 978-3-8376-5703-6, Open Access
- Die Produktion der Konsumgesellschaft. Eine kulturökonomische Grundlegung der feinen Unterschiede. transcript, Bielefeld, 2020, ISBN 978-3-8376-4909-3, Open Access
- Punkökonomie. Stilistische Ausbeutung des gesellschaftlichen Randes. kursbuch.edition, Sven Murmann Verlagsgesellschaft, 2016, ISBN 978-3-946514-15-2.
- Das wissenschaftliche stilistische System, 2015, Hans Amstutz (Hrsg.).
- Ökonomie mit Geschmack: Die postmoderne Macht des Konsums. Sven Murmann Verlagsgesellschaft, 2014